# Zdravko Rajkov
Zdravko Rajkov (né le 5 décembre 1927 à Čurug et mort le 30 juillet 2006 à Mexico) est un footballeur et entraîneur yougoslave et serbe de football.

## Biographie
En tant qu'attaquant, Zdravko Rajkov est international yougoslave à vingt-huit reprises (1951-1958) pour onze buts. 
Il fait partie des joueurs sélectionnés aux Jeux olympiques de 1952, mais il ne joue aucune minute. Il remporte néanmoins la médaille d'argent.
Il participe à la Coupe du monde 1958, en Suède. Titulaire à tous les matchs (Écosse, France, Paraguay et RFA), il inscrit un but à la 73e minute contre le Paraguay. La Yougoslavie est éliminée en quarts.
Il joue dans un club yougoslave (FK Vojvodina Novi Sad) et deux clubs suisses (FC Lausanne-Sport et FC Biel-Bienne). Il ne remporte rien en club.
Il est entraîneur et commence dans son club formateur, FK Vojvodina Novi Sad. Puis il entraîne en Iran pendant une dizaine d'années deux clubs (Esteghlal Téhéran et Sepahan Ispahan) et la sélection. Il remporte une ligue des champions de l'AFC en 1970. Il dirige ensuite les Fennecs, terminant finaliste de la CAN 1980. Il finit sa carrière en Espagne avec Córdoba CF.

## Palmarès

### En tant que joueur
- Jeux olympiques
  - Médaille d'argent en 1952
- Coupe de Yougoslavie de football
  - Finaliste en 1951
- Championnat de Yougoslavie de football
  - Vice-champion en 1957 et en 1962
- Championnat de Suisse de football
  - Vice-champion en 1963

### En tant qu'entraîneur
- Ligue des champions de l'AFC
  - Vainqueur en 1970
- Coupe d'Afrique des nations de football
  - Finaliste en 1980